# Rhynchothalestris agigensis
Rhynchothalestris agigensis är en kräftdjursart som beskrevs av Claude Chappuis och Serban 1953. Rhynchothalestris agigensis ingår i släktet Rhynchothalestris och familjen Thalestridae. Inga underarter finns listade i Catalogue of Life.